# 柳博米尔·柳博耶维奇
柳博米尔·柳博耶维奇（1950年11月2日—），塞尔维亚国际象棋棋手、特级大师。
柳博耶维奇出生于南斯拉夫乌日策（现位于塞尔维亚）。他于1970年获国际大师（IM）称号，次年晋升为特级大师（GM）。他于1977年、1982年两度获南斯拉夫国际象棋全国冠军。此外，他还12次代表南斯拉夫出战国际象棋奥林匹克，获得两枚团体铜牌、一枚个人金牌、一枚个人铜牌。其最高等级分排名为1983年创下的世界第三。